# Estisch voetbalelftal in 1998
Het Estisch voetbalelftal speelde in totaal veertien officiële interlands in het jaar 1998, waaronder vier wedstrijden in de kwalificatiereeks voor de EK-eindronde 2000 in België en Nederland. De ploeg stond voor het derde opeenvolgende jaar onder leiding van de IJslandse bondscoach Teitur Þórðarson, de opvolger van de eind 1995 weggestuurde Roman Ubakivi. Op de in 1993 geïntroduceerde FIFA-wereldranglijst steeg Estland in 1998 van de 101ste (februari 1998) naar de 90ste plaats (december 1998).

## Balans
| Wedstrijden | Wedstrijden | Wedstrijden | Wedstrijden | Doelpunten | Doelpunten | Doelpunten | Punten |
| Gespeeld    | Winst       | Gelijk      | Verlies     | Voor       | Tegen      | Saldo      | Punten |
| ----------- | ----------- | ----------- | ----------- | ---------- | ---------- | ---------- | ------ |
| 14          | 2           | 4           | 8           | 16         | 27         | –11        | 0.571  |

## Interlands
|                                                  | |       |         |                                                                                                 |
| 9 mei Vriendschappelijk № 179 «onderlinge duels» | Mexico | 6 – 0 | Estland | Stadio Enzo Mazotti, Montecatini Terme Toeschouwers: 500 Scheidsrechter: Cosimo Bolognino (ITA) |
| 9 mei Vriendschappelijk № 179 «onderlinge duels» | Alberto García Aspe 2' (pen.) Luis Hernández 9' Jaime Ordiales 37' Luis Hernández 52' Jaime Ordiales 58' Luis Hernández 76' |       |         | Stadio Enzo Mazotti, Montecatini Terme Toeschouwers: 500 Scheidsrechter: Cosimo Bolognino (ITA) |

|                                                   |         |       |              |                                                                                         |
| 16 mei Vriendschappelijk № 180 «onderlinge duels» | Estland | 0 – 0 | Azerbeidzjan | Viljandi linnastaadion, Viljandi Toeschouwers: 1.500 Scheidsrechter: Jouni Hyytiä (FIN) |
| 16 mei Vriendschappelijk № 180 «onderlinge duels» |         |       |              | Viljandi linnastaadion, Viljandi Toeschouwers: 1.500 Scheidsrechter: Jouni Hyytiä (FIN) |

|                                                 |                                                                                        |       |         |                                                                                       |
| 4 juni EK-kwalificatie № 181 «onderlinge duels» | Estland                                                                                | 5 – 0 | Faeröer | Kadrioru Stadium, Tallinn Toeschouwers: 3.500 Scheidsrechter: Martin Ingvarsson (SWE) |
| 4 juni EK-kwalificatie № 181 «onderlinge duels» | Kristen Viikmäe 12' Martin Reim 40' Sergei Terehhov 75' Andres Oper 86' Urmas Kirs 90' |       |         | Kadrioru Stadium, Tallinn Toeschouwers: 3.500 Scheidsrechter: Martin Ingvarsson (SWE) |

|                                                    |                                     |       |                          |                                                                                               |
| 22 juni Vriendschappelijk № 182 «onderlinge duels» | Estland                             | 2 – 1 | Andorra                  | Kuressaare Linnastaadion, Kuressaare Toeschouwers: 1.000 Scheidsrechter: Oleg Timofeyev (EST) |
| 22 juni Vriendschappelijk № 182 «onderlinge duels» | Indrek Zelinski 29' Andres Oper 76' |       | 55' Jesús Julián Lucendo | Kuressaare Linnastaadion, Kuressaare Toeschouwers: 1.000 Scheidsrechter: Oleg Timofeyev (EST) |

|                                             |         |                                          |         |                                                                                       |
| 25 juni Baltic Cup № 183 «onderlinge duels» | Estland | 0 – 2                                    | Letland | Valga linnastaadion, Valga Toeschouwers: 300 Scheidsrechter: Algirdas Dubinskas (LTU) |
| 25 juni Baltic Cup № 183 «onderlinge duels» |         | 19' Marian Pahars 87' Vladimirs Babičevs |         | Valga linnastaadion, Valga Toeschouwers: 300 Scheidsrechter: Algirdas Dubinskas (LTU) |

|                                             |         |       |          |                                                                                       |
| 28 juni Baltic Cup № 184 «onderlinge duels» | Estland | 0 – 0 | Litouwen | Viljandi linnastaadion, Viljandi Toeschouwers: 400 Scheidsrechter: Roman Lajuks (LAT) |
| 28 juni Baltic Cup № 184 «onderlinge duels» |         |       |          | Viljandi linnastaadion, Viljandi Toeschouwers: 400 Scheidsrechter: Roman Lajuks (LAT) |

|                                                        |         |                       |          |                                                                                               |
| 20 augustus Vriendschappelijk № 185 «onderlinge duels» | Estland | 0 – 1                 | Moldavië | Spordikeskuse staadion, Kohtla-Järve Toeschouwers: 2.500 Scheidsrechter: Oleg Timofeyev (EST) |
| 20 augustus Vriendschappelijk № 185 «onderlinge duels» |         | 68' Serghei Cleșcenco |          | Spordikeskuse staadion, Kohtla-Järve Toeschouwers: 2.500 Scheidsrechter: Oleg Timofeyev (EST) |

|                                                                |                       |       |                         |                                                                                   |
| 5 september EK-kwalificatie № 186 «onderlinge duels» 20:30 uur | Bosnië en Herzegovina | 1 – 1 | Estland                 | Stadion Koševo, Sarajevo Toeschouwers: 21.000 Scheidsrechter: Charles Agius (MLT) |
| 5 september EK-kwalificatie № 186 «onderlinge duels» 20:30 uur | Sergej Barbarez 74'   |       | 29' (e.d.) Mirsad Hibić | Stadion Koševo, Sarajevo Toeschouwers: 21.000 Scheidsrechter: Charles Agius (MLT) |

|                                                         |                                    |       |                                  |                                                                                  |
| 23 september Vriendschappelijk № 187 «onderlinge duels» | Estland                            | 2 – 2 | Egypte                           | Kadrioru Stadion, Tallinn Toeschouwers: 2.500 Scheidsrechter: Roman Lajuks (LAT) |
| 23 september Vriendschappelijk № 187 «onderlinge duels» | Urmas Kirs 29' Indrek Zelinski 43' |       | 77' Hazem Emam 87' Hossam Hassan | Kadrioru Stadion, Tallinn Toeschouwers: 2.500 Scheidsrechter: Roman Lajuks (LAT) |

|                                                     |                                                                 |       |                                             |                                                                                                |
| 10 oktober EK-kwalificatie № 188 «onderlinge duels» | Schotland                                                       | 3 – 2 | Estland                                     | Tynecastle Stadium, Edinburgh Toeschouwers: 16.930 Scheidsrechter: Joaquim Bento Marques (POR) |
| 10 oktober EK-kwalificatie № 188 «onderlinge duels» | Billy Dodds 70' Billy Dodds 85' Sergei Hohlov-Simson 79' (e.d.) |       | 35' Sergei Hohlov-Simson 76' Maksim Smirnov | Tynecastle Stadium, Edinburgh Toeschouwers: 16.930 Scheidsrechter: Joaquim Bento Marques (POR) |

|                                                     |                                                                           |       |                     |                                                                                     |
| 14 oktober EK-kwalificatie № 189 «onderlinge duels» | Tsjechië                                                                  | 4 – 1 | Estland             | Na Stínadlech, Teplice Toeschouwers: 13.500 Scheidsrechter: Eyjolfur Olafsson (ISL) |
| 14 oktober EK-kwalificatie № 189 «onderlinge duels» | Pavel Nedvěd 8' Patrik Berger 20' Patrik Berger 38' Janek Meet 45' (e.d.) |       | 90+1' Argo Arbeiter | Na Stínadlech, Teplice Toeschouwers: 13.500 Scheidsrechter: Eyjolfur Olafsson (ISL) |

|                                                        |                                                                |       |                   |                                                                                                |
| 18 november Vriendschappelijk № 190 «onderlinge duels» | Georgië                                                        | 3 – 1 | Estland           | Boris Paitsjadzestadion, Tbilisi Toeschouwers: 20.000 Scheidsrechter: Merab Malaghuradze (GEO) |
| 18 november Vriendschappelijk № 190 «onderlinge duels» | Micheil Asjvetia 65' Davit Dzjanasjia 72' Micheil Asjvetia 85' |       | 82' Argo Arbeiter | Boris Paitsjadzestadion, Tbilisi Toeschouwers: 20.000 Scheidsrechter: Merab Malaghuradze (GEO) |

|                                                        |                                       |       |                     |                                                                                    |
| 21 november Vriendschappelijk № 191 «onderlinge duels» | Armenië                               | 2 – 1 | Estland             | Kotayk Stadion, Abovyan Toeschouwers: 1.500 Scheidsrechter: Karen Nalbandian (ARM) |
| 21 november Vriendschappelijk № 191 «onderlinge duels» | Karen Barsegyan 8' Karen Simonyan 17' |       | 55' Indrek Zelinski | Kotayk Stadion, Abovyan Toeschouwers: 1.500 Scheidsrechter: Karen Nalbandian (ARM) |

|                                                        |                                                  |       |                |                                                                    |
| 28 november Vriendschappelijk № 192 «onderlinge duels» | Azerbeidzjan                                     | 2 – 1 | Estland        | Gyandzha Toeschouwers: 3.500 Scheidsrechter: Khagani Mamedov (ARM) |
| 28 november Vriendschappelijk № 192 «onderlinge duels» | Seykhun Sultanov 81' Khagani Mammadov 87' (pen.) |       | 68' Urmas Kirs | Gyandzha Toeschouwers: 3.500 Scheidsrechter: Khagani Mamedov (ARM) |

## FIFA-wereldranglijst
| JAN | FEB | MAR | APR | MEI | JUN | JUL | AUG | SEP | OKT | NOV | DEC |
| --- | --- | --- | --- | --- | --- | --- | --- | --- | --- | --- | --- |
|     | 101 | 103 | 103 | 104 |     | 107 | 96  | 90  | 86  | 86  | 90  |

## Hõbepall
Sinds 1995 reiken Estische voetbaljournalisten, verenigd in de Eesti Jalgpalliajakirjanike Klubi, jaarlijks een prijs uit aan een speler van de nationale ploeg die het mooiste doelpunt maakt. In het vierde jaar ging de Zilveren Bal (Hõbepall) naar Sergei Terehhov voor zijn treffer in het duel tegen Faeröer, gemaakt op 4 juni.

## Statistieken
| Toomas Tohver        | 1973-04-24 | FC Flora Tallinn    | 9  | 0 | 0 | 16 | 0  |
| Mart Poom            | 1972-02-03 | Derby County        | 5  | 0 | 0 | 63 | 0  |
| Ain Tammus           | 1969-07-15 | JK Tulevik Viljandi | 0  | 1 | 0 |    |    |
| Verdediging          |            |                     |    |   |   |    |    |
| Urmas Kirs           | 1966-11-05 | FC Flora Tallinn    | 12 | 0 | 3 | 61 | 5  |
| Janek Meet           | 1974-05-02 | FC Flora Tallinn    | 9  | 3 | 0 |    |    |
| Sergei Hohlov-Simson | 1972-04-22 | FC Flora Tallinn    | 9  | 1 | 1 |    |    |
| Viktor Alonen        | 1969-03-23 | FC Flora Tallinn    | 9  | 1 | 0 |    |    |
| Urmas Rooba          | 1978-07-08 | FC Flora Tallinn    | 6  | 1 | 0 |    |    |
| Erko Saviauk         | 1977-10-20 | FC Kuressaare       | 5  | 1 | 0 |    |    |
| Marek Lemsalu        | 1972-11-24 | FC Kuressaare       | 5  | 0 | 0 |    |    |
| Raivo Nõmmik         | 1977-02-11 | JK Tulevik Viljandi | 2  | 2 | 0 |    |    |
| Teet Allas           | 1977-06-02 | JK Tulevik Viljandi | 0  | 3 | 0 |    |    |
| Raio Piiroja         | 1979-07-11 | Lelle SK            | 0  | 1 | 0 | 1  | 0  |
| Middenveld           |            |                     |    |   |   |    |    |
| Marko Kristal        | 1973-06-02 | FC Flora Tallinn    | 13 | 0 | 0 |    |    |
| Maksim Smirnov       | 1979-12-28 | FC Flora Tallinn    | 11 | 1 | 1 |    |    |
| Martin Reim          | 1971-05-14 | FC Flora Tallinn    | 11 | 0 | 1 |    |    |
| Sergei Terehhov      | 1975-04-18 | FC Flora Tallinn    | 11 | 0 | 1 |    |    |
| Mark Švets           | 1976-10-01 | Tallinna Sadam      | 3  | 0 | 0 | 3  | 0  |
| Aivar Anniste        | 1980-02-18 | Lelle SK            | 0  | 3 | 0 |    |    |
| Meelis Rooba         | 1977-04-20 | Lelle SK            | 0  | 3 | 0 |    |    |
| Aanval               |            |                     |    |   |   |    |    |
| Indrek Zelinski      | 1974-11-13 | FC Flora Tallinn    | 12 | 1 | 3 | 43 | 13 |
| Andres Oper          | 1977-11-07 | FC Flora Tallinn    | 12 | 1 | 2 |    |    |
| Kristen Viikmäe      | 1979-02-10 | FC Flora Tallinn    | 7  | 6 | 1 |    |    |
| Argo Arbeiter        | 1973-12-05 | KTP Kotka           | 2  | 2 | 2 |    |    |
| Ivan O'Konnel-Bronin | 1973-02-10 | JK Tulevik Viljandi | 1  | 9 | 0 |    |    |
| Jan Õun              | 1977-02-08 | JK Tulevik Viljandi | 0  | 2 | 0 |    |    |
| Dmitri Ustritski     | 1975-05-08 | Tallinna Sadam      | 0  | 1 | 0 |    |    |

EJL · A-internationals · Bondscoaches · Statistieken · Estisch vrouwenelftal · Olympisch elftal · Estland U21 · Estland U20 · Estland U19 · Estland U18 · Estland U17 · Estland U16
1920 – 1929 ·
1930 – 1939 ·
1940 – 1949 ·
1950 – 1990 · 
1990 – 1999 ·
2000 – 2009 ·
2010 – 2019 ·
2020 − 2029
OS 1924
1920 ·
1921 ·
1922 ·
1923 ·
1924 ·
1925 ·
1926 ·
1927 ·
1928 ·
1929 · 
1930 · 
1931 · 
1932 · 
1933 · 
1934 · 
1935 · 
1936 · 
1937 · 
1938 · 
1939 · 
1940 · 
1941 · 
1942 · 
1943 · 1944 · 
1945 · 
1946 · 
1947 · 
1948 · 
1949 · 
1950 – 1990 · 
1991 · 
1992 · 
1993 · 
1994 · 
1995 · 
1996 · 
1997 · 
1998 · 
1999 · 
2000 · 
2001 · 
2002 · 
2003 · 
2004 · 
2005 · 
2006 · 
2007 · 
2008 · 
2009 · 
2010 · 
2011 · 
2012 · 
2013 · 
2014 · 
2015 · 
2016 ·
2017 ·
2018 ·
2019 ·
2020
Albanië ·
Andorra ·
Angola ·
Antigua en Barbuda ·
Argentinië ·
Armenië ·
Azerbeidzjan ·
België ·
Bosnië-Herzegovina ·
Brazilië ·
Bulgarije ·
Canada ·
Chili ·
China ·
Cyprus ·
Denemarken ·
Duitsland ·
Ecuador ·
Egypte ·
El Salvador ·
Engeland ·
Equatoriaal-Guinea ·
Faeröer ·
Fiji ·
Filipijnen ·
Finland ·
Frankrijk ·
Georgië · 
Gibraltar ·
Griekenland ·
Hongarije ·
Hongkong ·
Ierland ·
IJsland ·
Indonesië ·
Irak ·
Israël ·
Italië ·
Jordanië ·
Kazachstan ·
Kirgizië ·
Kroatië ·
Letland ·
Libanon ·
Liechtenstein ·
Litouwen ·
Luxemburg ·
Malta ·
Marokko ·
Mexico ·
Moldavië ·
Montenegro ·
Nederland ·
Nieuw-Caledonië ·
Nieuw-Zeeland ·
Noord-Ierland ·
Noord-Macedonië ·
Noorwegen ·
Oekraïne ·
Oezbekistan ·
Oman ·
Oostenrijk ·
Polen ·
Portugal ·
Qatar ·
Roemenië ·
Rusland ·
Saint Kitts en Nevis ·
San Marino ·
Saoedi-Arabië ·
Schotland ·
Servië ·
Slovenië ·
Slowakije · 
Spanje ·
Tadzjikistan ·
Thailand ·
Trinidad en Tobago ·
Tsjechië ·
Turkije ·
Turkmenistan ·
Uruguay ·
Vanuatu ·
Venezuela ·
Verenigde Arabische Emiraten ·
Verenigde Staten ·
Vietnam ·
Wales ·
Wit-Rusland ·
Zweden ·
Zwitserland